# Real Pilar Fútbol Club
O Real Pilar Fútbol Club, conhecido apenas como Real Pilar, é um clube de futebol localizado na cidade de Pilar, província de Buenos Aires, na Argentina.
Fundado em 17 de fevereiro de 2017, o clube atualmente disputa a Primera D, uma das duas ligas da quinta divisão do Sistema de ligas de futebol da Argentina, onde estreou em setembro, durante a temporada de 2017–18. O Real Pilar manda seus jogos no estádio Carlos Barraza, também localizado na cidade de Pilar.

## História
O Real Pilar Fútbol Club foi fundado em 17 de fevereiro de 2017 por César Mansilla, um empresário que trabalhou como consultor para Mauricio Macri, quando este iniciou sua carreira como prefeito de Buenos Aires (2007–2015). Mansilla também orgulha-se de ser amigo de Daniel “el Tano” Angelici (presidente do Boca Juniors (2011–) e vice-presidente da Associação do Futebol Argentino – AFA) e do próprio Claudio “Chiqui” Tapia, atual presidente da AFA (2017–).
Apesar de não ter jogadores de futebol e treinador, o Real Pilar conseguiu na reunião de 30 de maio de 2017 do Comitê Executivo da Associação do Futebol Argentino – AFA sua afiliação à entidade para disputar o campeonato da Primera D de 2017–18, através de uma exceção das regras da Associação que permitia que o clube fosse registrado como membro provisório. A decisão foi duramente criticada por alguns jornalistas que alegavam que o clube havia sido favorecido por conta dos laços de Mansilla com o poder político representado por Macri e Angelici. No entanto, Mansilla negou abertamente que sua relação com Macri tenha favorecido o Real Pilar para conseguir um vaga na liga nacional da AFA. O Real Pilar também foi o primeiro clube que teve o pedido aceito pela Associação num prazo de 40 anos (os últimos clubes que tiveram sua afiliação aceita pela AFA foram Defensa y Justicia, Argentino de Merlo, Laferrere, San Miguel e Claypole, todos em 1977).
A estreia oficial do Real Pilar foi em 3 de setembro de 2017, com uma amarga uma amarga derrota por 3–1 frente ao Victoriano Arenas. Treinado por Roberto Romano, o escrete na ocasião foi: Juan Pablo Ghiglione; Axel Bordón, Diego Carabajo, Gonzalo Pulido, Damián Achucarro; Miguel Almada, Rodrigo Díaz, Rodrigo Santillán, Alejandro Acuña; Carlos Perrone, Alejo Binaghi.
Em 19 de outubro de 2017, a assembleia da Associação ratificou a afiliação do Real Pilar na entidade.
Em 7 de março de 2019, jogou pela primeira vez na Copa Argentina, vencendo o Vélez Sarsfield por 1–0 com gol de Nahuel Rios, marcando assim história ao ser a primeira equipe da Primera D (quinta e última divisão da AFA) a passar para a fase de "mata-mata" do torneio. Além disso, tornou-se a primeira equipe da Primera D a eliminar uma equipe da Primera División (divisão principal) na dita competição.

## Estádio
O Real Pilar manda seus jogos no estádio Carlos Barraza, localizado no Km 6 da Ruta Provincial 28 em Pilar, que também é a sede do clube. O estádio situado em um zona estratégica, a pouca distância do centro comercial de Pilar, tem capacidade para 10 mil espectadores. Inaugurado em 2004, é um dos mais novos palcos de todas as divisões da AFA.

## Dados do clube

### Por competição
- Temporadas na Primera División: 0
- Temporadas na Primera B Nacional: 0
- Temporadas na Primera B: 0
- Temporadas na Primera C: 0
- Temporadas na Primera D: 2 (2017–)
- Participações na Copa Argentina: 1 (2018–19)

### Por divisão
- Temporadas na Quarta Divisão: 2

## Futebol feminino
Em 19 de agosto de 2017, a equipe de futebol feminino do Real Pilar FC disputou sua primeira partida oficial na Primera División B (Segunda División), segunda divisão mais importante do futebol feminino da Argentina. Portanto, o Real Pilar tornou-se o primeiro clube da história do futebol argentino a estrear com equipes masculinas e femininas na mesma temporada.